# Rinzivillo
I Rinzivillo sono un clan mafioso originario di Gela, in Sicilia, alleato con i Madonia di Caltanissetta: in particolare il loro referente sarebbe Giuseppe "Piddu" Madonia e tramite questi la parte di Cosa Nostra fedele ai Corleonesi di Bernardo Provenzano. Hanno insediamenti a Busto Arsizio e nel milanese. Secondo la Direzione Nazionale Antimafia la famiglia sarebbe retta dai fratelli Crocifisso, Salvatore e Antonio Rinzivillo.

## Storia
Alla fine degli anni ottanta del XX secolo i Rinzivillo assunsero il comando della Famiglia di Gela, subentrando al boss Salvatore Polara (massacrato dagli stiddari insieme alla moglie e ai figli) e furono infatti protagonisti di una guerra di mafia contro il clan Iannì-Cavallo della Stidda che lasciò sul campo 120 morti in cinque anni, compresi due dei fratelli, Giuseppe e Francesco, quest'ultimo una delle vittime della "strage di Gela" del 27 novembre 1990 in cui rimasero uccise in tutto otto persone e altre sette rimasero ferite.

## Gli arresti
Nel 2006 furono spiccati 88 mandati di custodia cautelare contro presunti affiliati della cosca Rinzivillo. L'indagine, denominata Tagli pregiati, portò al sequestro di 22 imprese.

## Organizzazione sul territorio

### Sicilia
Secondo la relazione della DNA presentata nel 2009 alla Commissione parlamentare Antimafia, a Gela esistono due principali tronconi di Cosa Nostra: i Rinzivillo e gli Emmanuello. I secondi, stando alla relazione, avrebbero una maggiore presenza militare sul territorio, mentre i primi curerebbero principalmente gli interessi economici, con una rete di collegamenti fra la Sicilia, il Lazio e l'Italia settentrionale, anche per la debolezza militare dovuta ai numerosi arresti subiti negli anni. La disputa tra i due gruppi criminali sarebbe iniziata nel 1999 e a partire da quell'anno avrebbe scatenato una faida fra i due gruppi con diversi omicidi.

### Lazio
Nel Lazio la famiglia Rinzivillo è stata coinvolta in diverse inchieste della Direzione Distrettuale Antimafia di Roma, con un coinvolgimento che la DNA definisce la conferma della presenza di Cosa Nostra nella regione. Il cuore del business dei Rinzivillo sarebbe infatti la commercializzazione dei prodotti ortofrutticoli. In particolare, la famiglia Rinzivillo è stata coinvolta nelle indagini sulle presunte infiltrazioni mafiose al mercato ortofrutticolo di Fondi, che ha portato alla richiesta di scioglimento per il comune laziale. Secondo la DNA, in particolare, al mercato ortofrutticolo di Fondi vi sarebbe un collegamento operativo fra Camorra, 'Ndrangheta e Cosa Nostra, che attraverso la famiglia Rinzivillo permetterebbe la connessione con il mercato ortofrutticolo di Vittoria.
Secondo la DNA, inoltre, tramite Fondi i Rinzivillo sarebbero in affari con i Casalesi e con i Santapaola-Ercolano.

### Italia settentrionale
Nel Nord Italia, secondo la DNA, i Rinzivillo e gli Emmanuello sono attivi a Genova (insieme ai Fiandaca di Riesi), Alessandria, Torino, Busto Arsizio e nel Veneto.